# إدغار ريفيرا
إدغار ريفيرا (بالإسبانية: Edgar Rivera) هو منافس ألعاب قوى مكسيكي، ولد في 13 فبراير 1991 في اغوا بريتا ‏ في المكسيك.

## وصلات خارجية
- إدغار ريفيرا على موقع الاتحاد الدولي لألعاب القوى (الإنجليزية)
- إدغار ريفيرا على موقع الدوري الماسي (الإنجليزية)
- إدغار ريفيرا على موقع اللجنة الأولمبية الدولية (الإنجليزية)
- إدغار ريفيرا على موقع أوليمبيديا (الإنجليزية)